# بول أوكنفولد
بول مارك أوكنفولد (Paul Mark Oakenfold)أو اغتصارا فقط بول أوكنفولد (Paul Oakenfold) من مواليد 30 أغسطس 1963 .هو دي جي ومنتج أسطوانات إنجليزي مختص في موسيقى ترانس فائز بجائزة الغرامي مرتين و جائزة الموسيقى العالمية مرتين .

## روابط خارجية
- بول أوكنفولد على موقع IMDb (الإنجليزية)
- بول أوكنفولد على موقع ميوزك برينز (الإنجليزية)
- بول أوكنفولد على موقع رولينغ ستون (الإنجليزية)
- بول أوكنفولد على موقع إن إن دي بي (الإنجليزية)
- بول أوكنفولد على موقع أول ميوزيك (الإنجليزية)
- بول أوكنفولد على موقع ديسكوغز (الإنجليزية)
- بول أوكنفولد على موقع قاعدة بيانات الفيلم (الإنجليزية)